# Aida Begić-Zubčević
Aida Begić-Zubčević (Sarajevo, 1976.) - bosanskohecegovačka redateljica
Diplomirala je filmsku i kazališnu režiju na Akademiji scenskih umjetnosti u Sarajevu 2000. godine. Njen diplomski film "Prvo smrtno iskustvo" prikazan je na više od dvadeset međunarodnih filmskih festivala. Ovaj film je sudjelovao na 54. filmskom festivalu u Cannesu – službena selekcija Cinefondation, a kasnije je dobio pet nagrada: Najbolji kratki film – 6. Ourense Film Festival, Španjolska, 2002.; Nagrada kritike – 30. Huesca Film Festival, Španjolska, 2002.; Methexis nagrada – MedFilm Festival, Italija, 2002.; Posebni spomen žirija – 9. Archipelago filmski festival novih medija i kratkog filma, Italija, 2001.
Aida Begić je docentica na predmetu režija (prof. Haris Pašović), na Akademiji scenskih umjetnosti u Sarajevu. Snimila je niz reklama, video spotova i promotivnih filmova. 2004. godine je s Elmom Tataragić osnovala produkcijsku kuću MAMAFILM.

## Filmografija
- 1995. Autobiografija, dokumentarni film, 10 min.
- 1997. Trijumf volje, dokumentarni film, 16 min.
- 2001. Prvo smrtno iskustvo, kratki igrani, 26 min.
- 2003. Sjever je poludio, kratki igrani, 19 min.
- 2008. Snijeg, dugometražni igrani, 99 min.
- 2012. Djeca, igrani film, bosanskohercegovački kandidat za Oscara.[1]
- 2014. Mostovi Sarajeva, filmska antologija